# Rail Baltica
Rail Baltica — строящаяся железная дорога стандартной европейской колеи с европейской системой управления движением поездов, которая должна соединить страны Балтии, Польшу и Западную Европу.
Согласно проекту, магистраль пройдёт через Таллин, Ригу, Каунас, Варшаву и Берлин (а в дальнейшем — продолжение маршрута до Венеции), улучшив, таким образом, сообщение между Центральной и Восточной Европой. Помимо этого, обсуждается строительство подводного железнодорожного тоннеля между Таллином и Хельсинки, либо в случае экономической неоправданности этого проекта, пуск железнодорожного парома между городами. Таким образом, Rail Baltica может соединить Финляндию и часть Скандинавии с Западной Европой.
Главной целью Rail Baltica является возобновление непосредственной связи стран Балтии с европейской железнодорожной сетью и развитие региональной интеграции. Интеграция железных дорог Эстонии, Латвии и Литвы в транспортную систему Евросоюза позволит увеличить скорость движения поездов, рост пассажиро- и грузопотоков и прибылей.
Эстония, Латвия, Литва и Польша объявили проект одним из своих приоритетов в области развития транспортной инфраструктуры. Для реализации проекта в 2014 году страны Балтии учредили акционерное общество RB Rail (RB Rail, AS), которое возглавил Анри Лейманис.
Решение Европарламента и Европейского совета определило проект «Rail Baltica» частью панъевропейского коридора № 1, который включает также автодорожную часть (Via Baltica) и ответвление А на Калининград (Via Hanseatica). Координатором проекта в Европарламенте является Павел Теличка (Pavel Telička).
В стадии разработки находится проект «Rail Baltica-2», который предусматривает прокладку к 2024—2030 гг. скоростной европейской колеи напрямую (а не по старой широкой колее) от северной Италии до Таллина.

## Описание
Проект Rail Baltica задуман как современная быстрая электрифицированная двухпутная железнодорожная линия европейской системы управления движением поездов второго уровня, с максимальной проектной скоростью пассажирских перевозок 249 км/ч и грузовых перевозок 120 км/ч. Новая линия будет построена на европейской колее с шириной 1435 мм. Регулирование движения будет осуществляться по двустороннему цифровому радиоканалу GSM-R. Маршрут будет включать в себя семь железнодорожных станций: Таллин, Пярну, Рига-Центральная, Рига-Аэропорт, Паневежис, Каунас, Вильнюс, а также три мультимодальных грузовых терминала в каждой из стран: Мууга, Саласпилс, Каунас.
Линия Rail Baltica будет полностью электрифицирована, поэтому работа локомотивов не предполагает вредных выбросов. Во время строительства планируется использовать новейшие технологии и материалы. Маршрут планируется так, чтобы избежать пересечения особо охраняемых природных территорий «Натура 2000» и, насколько это возможно, не оказывать влияние на другие экологически чувствительные районы, а также существующие железнодорожные линии. Чтобы уменьшить уровень шума, предусмотрена установка шумовых барьеров. Также будут созданы переходы для диких животных.
Другие технические параметры:
- максимальная длина поезда для грузовых перевозок 1050 метров;
- максимальная нагрузка на ось 25 тонн;
- инфраструктура Rail Baltica не предусматривает одноуровневых пересечений с автомобильными дорогами и железными дорогами с шириной колеи 1520 мм, за исключением мест, где невозможны решения другого типа;
- техническое обслуживание железной дороги и доступность обслуживания в чрезвычайных ситуациях для основной железной дороги будет обеспечена каждые два-три километра в особых пунктах;
- у железной дороги будет балластовый рельсовый путь;
- энергетическая система — 2 × 25 kV;
- управление дорожного движения ETRMSL2[7].

### Эстония
Общая протяжённость трассы в Эстонии составит 213 км.
Проектом предусмотрены железнодорожные станции в Таллине (Юлемисте) и Пярну. Расстояние от Таллина до Пярну скоростной экспресс будет преодолевать меньше чем за час, а до Риги меньше, чем за два часа. Rail Baltіса с Таллинским портом соединят трамвайные пути. Стоимость эстонской части проекта 1 млрд евро.

### Латвия
В Латвии протяжённость Rail Baltica должна составить 265 км.
На территории Латвии железная дорога пересечет Салацгривский край, Лимбажский край, Сейский край, Инчукалнский край, Ропажский край, Гаркалнский край, Стопиньский край, Саласпилсский край, Балдонский край, Марупский край, Олайнский край, Кекавский край, Иецавский край, Бауский край и город Ригу.
Для железнодорожной линии «Rail Baltica» в Латвии предполагается построить мосты через Даугаву, Гаую и другие реки, двухуровневые развязки с автомобильными дорогами, улицами Риги и 1520 мм ж/д путями, виадуки над долинами, оврагами и другими изменениями ландшафта, переходы для животных (зеленые тоннели и мосты) и другие развязки для пешеходов, сельскохозяйственной техники, а также подстанции электроснабжения.
В целом в Латвии предусмотрены две международные пассажирские станции (Центральный вокзал Риги и Аэропорт «Рига»), одна станция для обслуживания грузовых составов, пять станций обгона, две станции обслуживания подвижного состава и один мультимодальный грузовой терминал в Саласпилсе. По состоянию на сентябрь 2023 года, запланировано сооружение двух  международных станций (Рига и Аэропорт «Рига») и 16 региональных станций (Салацгрива, Туя, Скулте, Вангажи, Саласпилс, Балдоне, Иецава и Бауска на основной линии; Сауриеши, Мост Славу, Торнякалнс, Засулаукс, Иманта, Яунмарупе, Олайне и Кекава на Рижском ответвлении).
При этом Рижская дума оценила дополнительные вложения в развитие инфраструктуры районов Риги, прилегающих к Rail Baltica, в 350 млн евро, из которых у неё имеется возможность вложить 25 миллионов.
В расчётные затраты на проект в размере 5,8 миллиарда не включены стоимость покупки и эксплуатации подвижного состава, выкуп земли под прокладку трассы, что является обязанностью государств-участников. В 2015 году по настоятельной рекомендации Евросоюза были внесены изменения в закон Латвии «О железнодорожном транспорте», которые обязывают государство погасить убытки новых операторов инфраструктуры, если они возникнут в первые пять лет после ввода этой инфраструктуры в эксплуатацию.

### Литва
В Литве протяжённость Rail Baltica составит 392 км (ранее планировалось 335 км).
Предположительная общая стоимость проекта в Литве составит порядка 1,9 млрд литов (36 % от общей стоимости проекта). В процессе работ происходит постоянное удорожание сметы, что вызывает беспокойство чиновников.

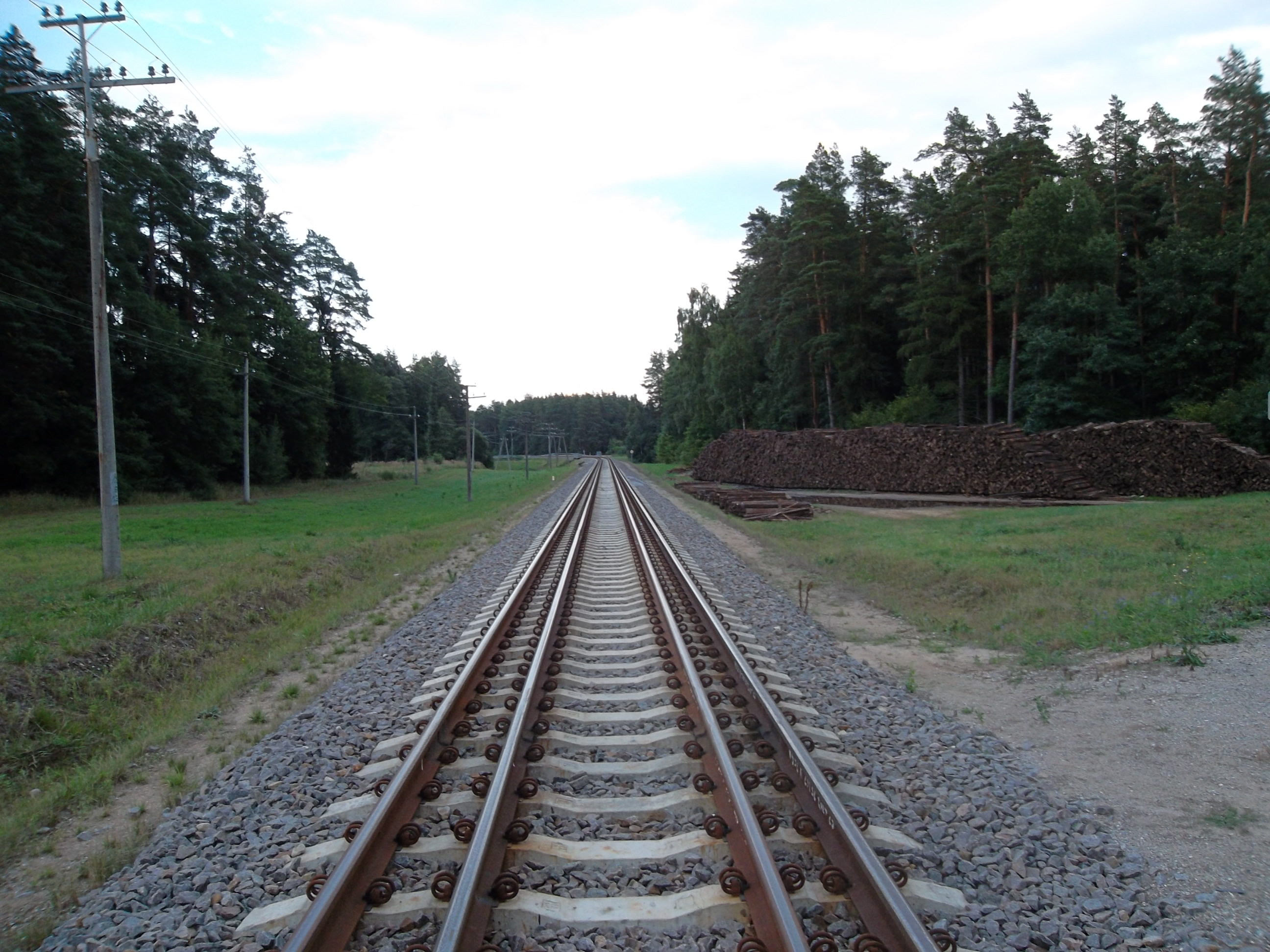
Совмещённая колея на участке Шяштокай — Моцкава (1520 мм и 1435 мм)

Первоначальный план литовского участка дороги от границы с Польшей предусматривал, что европейская колея должна идти до Каунаса по прямой, а там соединяться с широкой колеёй (сейчас поезда из Литвы могут идти только до границы, где груз должен переваливаться в вагоны с евроколеёй). В месте соединения должен быть построен мультимодальный логистический центр и перегрузочный терминал. Однако, разработка проекта выявила, что строительство 70 км дороги потребовало бы не менее 2 млрд литов — пришлось бы выкупать порядка 2 тыс. частных земельных участков, что повлекло бы огромные материальные и временные затраты на оформление документов. После консультаций с экспертами ЕС был подготовлен альтернативный проект — этот участок прошёл не по прямой, а по насыпи старой действующей дороги, которая идёт от границы Польши с Литвой. Преимущество этого проекта — значительно меньшая стоимость (всего 700 млн литов), недостаток — ограничение скорости 100 км/ч из-за непрямолинейности участка (однако, данный участок является лишь малой частью всей дороги, поэтому потери времени в пути должны быть незначительны). Правительство уже одобрило этот план.
Линия до Каунаса имеет двойную колею: совмещённая колея от границы до Шяшто́кай (Šeštokai), от Шяштокай до Каунаса в виде отдельного пути параллельно колее 1520 мм. Участок Шяштокай — Каунас открыт в июле 2015 года.
Прокладка отрезка европейской колеи от литовско-польской границы до Каунаса обошлась приблизительно в 1 млрд литов; Евросоюз профинансировал около 50 % стоимости проекта, а оставшуюся часть — Литва (также в 2013 году шли переговоры о возможности финансирования ЕС 85 % стоимости проекта).
От Каунаса колея будет проложена, через Паневежис, до границы с Латвией, а также между Каунасом и Вильнюсом. Обсуждается вопрос строительства новой железнодорожной станции западнее Вильнюса.
Согласно экономическому обоснованию Ernst & Young инфраструктура проекта будет в основном использоваться для транзитных грузов, которые будут составлять около 57 % от общего потока, а экспортно/импортные потоки стран Балтии составят около 43 %. Лидером в категории экспорт/импорт будет Литва, чьи потоки будут значительно выше чем у соседних Латвии и Эстонии. Это проистекает из наблюдения от том, что общие торговые связи с определёнными странами-партнёрами для Литвы сильнее.

### Польша
Проект «Rail Baltica» на территории Польши охватывает коридор от Варшавы до Белостока, далее до города Элк и границы с Литвой.
Общая стоимость проекта в Польше составляет 800 млн евро, из них 668 млн евро будет профинансировано из фонда Connecting Europe Facility (CEF). Реализация проекта позволит увеличить скорость движения пассажирских поездов до 200 км/ч, а время в пути от Белостока до Варшавы сократится до 90 мин по сравнению с 2 ч 30 мин на данный момент. Для повышения уровня безопасности движения будут обновлены системы ограждения переездов, в том числе на станциях Лохув и Топор.
При самом благоприятном раскладе ныне фактически непроезжий отрезок магистрали в Восточной Польше будет доведен до требуемого стандарта в 2027 году — уже после планируемого запуска балтийской части Rail Baltica. Ранее намеченные немногочисленные работы практически полностью перенесены на следующий период планирования фондов ЕС. Такую информацию предоставило министерство инфраструктуры Польши.

## Хронология событий

Панъевропейский транспортный коридор № 1 отмечен красным

Исходные варианты трассы Rail Baltica в 2009 году. Позже было принято решение строить новую железнодорожную линию от Риги через Паневежис до Каунаса

- Идея и видение такого проекта были высказаны во время трёх первых общеевропейских транспортных конференций в Праге (1991), на Крите (1994) и в Хельсинки (1997), при утверждении панъевропейских транспортных коридоров. Коридор № 1 образовывали автомагистраль «Via Baltica» и железнодорожная линия «Rail Baltica»[5].
- 2001 год — в Пярну министры транспорта стран Балтии подписали соглашение о сотрудничестве и начале подготовительных работ для развития железнодорожного коридора «Rail Baltica».
- В 2004 году решением Европейского Парламента и Европейского Совета проект «Rail Baltica» был включён в список коридоров европейской транспортной сети (TEN-T) под именем Североморский-Балтийский коридор, соединяя Роттердам через Берлин и Варшаву с Каунасом, Ригой и Таллином[5].
- Для оценки технико-экономического обоснования, и чтобы найти наиболее эффективное решение по созданию новых транспортных связей, в конце 2005 года датская компания COWI AS провела предварительное исследование по оценке лучших решений для проекта «Rail Baltica», выбора маршрута, скорости, используемой ширины колеи, тяговых и других технических параметров.
- В январе 2007 года был получен доклад компании COWI AS с технико-экономическим обоснованием маршрута Таллин — Рига — Каунас — Варшава. Было выбрано наиболее прямое соединение между странами Балтии и Польшей и предусматривалось строительство новой железнодорожной линии европейского стандарта по всей длине трассы «Rail Baltica», сформировав новый маршрут по наикратчайшему пути. На основе доклада министры соответствующих отраслей стран, участвующих в проекте, достигли соглашения о реализации первой очереди проекта «Rail Baltica» — восстановлению существующей линии на участке Каунас — Рига — Таллин, обеспечив до 2013 года инфраструктуру для пассажирских и грузовых перевозок со скоростью не менее 120 км/ч по всему маршруту.
- Чтобы обеспечить взаимо-координированную реализацию проекта в трех странах Балтии и в Польше, летом 2007 года были подписаны меморандумы взаимопонимания о реконструкции существующей железнодорожной инфраструктуры и разработке технико-экономического обоснования, чтобы определить необходимость строительства в будущем новой железнодорожной линии европейского стандарта. Также было достигнуто соглашение о подаче заявок соответствующих проектов в Европейскую Комиссию для получения финансирования из бюджета на 2007—2013 гг. многолетней программы европейской транспортной сети («TEN-T»).
- В 2008 году Европейская Комиссия приняла решение о софинансировании из бюджета «TEN-T» заявок проектов Латвии, Литвы и Эстонии.
- В июне 2010 года представители министерств сообщения Польши, Литвы, Латвии, Эстонии и Финляндии подписали меморандум, в котором подтвердили политическую волю продолжить реализацию проекта «Rail Baltica», в том числе было заявлено, что договаривающиеся стороны рассмотрят возможность создания новой, общей пассажирской линии Таллинн — Рига — Каунас — Белосток — Варшава используя современное оборудование для замены ширины рельсов, как у подвижного состава, так и у рельсового пути, чтобы обеспечить сервис, который является быстрым, удобным и конкурентоспособным на маршрутах с существующим рейсовым автобусным движением.
- В 2010—2011 гг. было составлено технико-экономическое обоснование строительства новой железнодорожной линии с шириной колеи 1435 мм. Технико-экономическое обоснование разработала компания из Великобритании AECOM Ltd.
- 11 августа 2011 года в Литве между населёнными пунктами Моцкава и Шяштокай состоялось официальное открытие отрезка железной дороги с шириной колеи 1435 мм протяженностью около 7 км.
- 10 ноября 2011 года премьер-министры стран Балтии в Таллине договорились, для реализации проекта «Rail Baltica», создать отдельную компанию, с головным офисом в Риге (такую необходимость — места штаб-квартиры в Риге, — также подтвердило исследование, проведённое практикующим в странах Балтии объединением юридических бюро TRINITI, которое заказал технический надзорный орган Эстонии (ETRA) с целью проанализировать правовые аспекты создания совместного предприятия Rail Baltic).
- 11 апреля 2013 года, подтверждая интерес и желание продолжать развитие глобального железнодорожного проекта «Rail Baltica», министры транспорта стран Балтии в Риге подписали декларацию о дальнейшем сотрудничестве в реализации этого проекта.
- Сентябрь 2013 года — в Литве началось строительство отрезка железной дороги от польской границы до Каунаса, а министры транспорта пяти стран — Эстонии, Латвии, Литвы, Финляндии и Польши — подписали декларацию о создании единой управляющей компании, которая займется осуществлением проекта «Rail Baltіса»[23][24].
- По решению правительства Литвы строительство участка между Польшей и Литвой (70 км) должно было быть завершено до конца 2013 года; железная дорога должна начать работу в полном объёме на участке от границы с Польшей через Мариямполе до Каунаса. Польше и Латвии не нужно прокладывать новое полотно, однако им необходимо привести в порядок проходящие по их территории части маршрута, чтобы скорость движения поездов на них могла достигать 120 км/ч. В свою очередь Эстония заявила, что уже готова обеспечить такую скорость.
- В апреле 2014 года победителем в конкурсе на детальное техническое исследование и оценку воздействия на окружающую среду латвийского участка железнодорожной линии европейского стандарта «Rail Baltica» было признано объединение компаний: SIA Konstruktionsgruppe Bauen Latvia, SIA Grupa93 и EPG Eisenbahn-und Bauplanungsgesellscaft mbH Erfurt, которые создали полное товарищество RB Latvija[25].
- 28 октября 2014 года, чтобы успешно развивать глобальный проект железнодорожной линии европейского стандарта «Rail Baltica», в присутствии министров транспорта всех трех стран Балтии было заявлено о создании совместного предприятия стран Балтии — акционерного общества RB Rail (RB Rail, AS), которое 12 ноября было зарегистрировано в регистре предприятий Латвии[3]. Учреждённая компания, до 26 февраля 2015 года должна была подать общую заявку стран Балтии в европейский финансовый инструмент (Connecting Europe Facility (CEF))[англ.] на получение финансирования Европейского Союза для реализации проекта «Rail Baltica»[20].
- 22 июня 2015 года министр сообщения Латвии, министр транспорта Финляндии, министр по инфраструктуре и развитию Польши, министр транспорта Литвы, министр экономики и инфраструктуры Эстонии на совместной встрече в Риге подписали декларацию развития Rail Baltica[26].
- 27 августа 2015 года из Польши в Каунас прибыл первый пассажирский поезд[27].
- 16 октября 2015 года состоялось официальное открытие отрезка Rail Baltica от Польши до Каунаса[28].
- Планируется, что первый поезд из столицы Эстонии Таллина в направлении границы Литвы и Польши по железной дороге европейской колеи «Rail Baltica» должен отправиться в 2026 году, ещё 5 лет уйдет на строительство путей через Польшу до Берлина[29].
- Регулярный пассажирский маршрут из Каунаса (Литва) в Белосток (Польша), не требующий перестановки вагонов, открылся 17 июня 2016 года[30][31].
- В январе 2017 года премьеры балтийских стран подписали договор о реализации проекта «Rail Baltica»[32].
- В начале 2018 года страны Балтии согласовали принципы проектирования строительства — обязательные единые стандарты для проектирования инфраструктуры, строительства и технического обслуживания Rail Baltica[33].
- В 2018 году закончена разработка долгосрочной бизнес-модели и оперативного плана развития участка Каунас — Литовско-Польская граница, которая включает в себя исследования по усовершенствованию возможностей управления инфраструктурой, а также другие исследования, связанные с коммерциализацией и обеспечением материалами[34].
- Латвия намерена построить первый в странах Балтии двухэтажный мост для Rail Baltica, он должен быть возведён через Даугаву под Саласпилсом. Работы планируется начать в 2023 году[35].
- В июне 2020 года объявлен конкурс на проектирование трамвайных путей для соединения Rail Baltіса с Таллинским портом[36]; на строительство выделено 20 млн евро.
- В феврале 2020 года SIA EIROPAS DZELZCEĻA LĪNIJAS, RB Rail и представители министерства сообщения Латвии начали отбор кандидатов в конкурсе на строительство станции «Rail Baltica» и связанной с ней инфраструктуры в районе аэропорта «Рига». На международный конкурс было подано 11 заявок кандидатов от компаний из Латвии, Германии, Италии, Испании, Эстонии, Турции и Австрии[37].
- 19 октября 2020 года после завершения основных работ на железнодорожном участке Каунас — Палемонас, связанных с прокладкой пути европейского стандарта, Каунасский мультимодальный терминал теперь связан с европейской железнодорожной сетью[38].
- С ноября 2020 года в рамках проекта открылись стройплощадки у международного аэропорта «Рига» и у рижского железнодорожного вокзала; в Литве закончены строительные работы мультимодального терминала в Каунасе; а в Эстонии — строительство одного виадука. Также в Европе достигнуто соглашение о финансировании на следующие годы, чтобы в рамках проекта «Rail Baltica» можно было закупать строительные материалы и начинать массовое строительство[39].
- Осенью 2021 года в рамках проекта началось строительство новой дороги протяженностью около 2 км возле международного аэропорта «Рига», она приведет ко входу в терминал аэропорта. Строительные работы планируется проводить последовательно, в пять этапов — до декабря 2025 года; первый этап — строительство железнодорожной инфраструктуры Rail Baltica от станции «Иманта» до аэропорта «Рига», а также строительство вокзального терминала — должны быть завершены к марту/апрелю 2023 года[40].
- В 2022 году на латвийском участке Rail Baltica предусмотрен следующий объём работ:

1. продолжение строительных работ на месте рижского центрального мультимодального транспортного узла
2. продолжение работ по соединению трассы Rail Baltica c международным аэропортом "Рига"
3. проектирование двухуровнего моста через Даугаву под Саласпилсом
4. проектирование основной трассы Rail Baltica
5. проектирование 17 региональных пунктов мобильности
6. отчуждение участков недвижимости затронутых проектом
7. заключение договора на строительство основной трассы Rail Baltica на участке Миса — литовская граница[41].

- 1 июня 2022 года совместное предприятие Rail Baltica RB Rail AS объявило о государственных закупках на проектирование и строительство энергетической подсистемы для всей линии Rail Baltica. Электроэнергия, потребляемая Rail Baltica, составит 900 ГВт-ч в год, что, по оценкам специалистов, приведет к увеличению потребления электроэнергии примерно на 3 % во всех странах Балтии[42].
- 21 июля 2022 года рядом с городом Йонава в Литве началось строительство железнодорожного моста через реку Нерис. Это будет самый длинный мост не только в Литве, но и во всех странах Балтии: его общая длина составит 1 510 м[43].
- 13 марта 2023 года началось строительство путей городского трамвая для соединения терминала Rail Baltіса с Таллинским портом[44]. Весь участок трамвайной линии, связывающий терминал Rail Baltіса, с морским портом и аэропортом, был открыт в декабре 2024 года[45].

## Финансирование
Общие запланированные расходы проекта 5,8 млрд евро, во всех трех странах Балтии, основаны на доходно-расходном анализе эффективности, проведенном аудиторской компанией EY («Эрнст энд Янг») в 2017 году. Проведенный анализ доказал экономическую долгосрочную перспективу и общественную значимость проекта, которые многократно превышают размер вложенных средств, тем самым, обеспечивая необходимые параметры, чтобы продолжить финансирование проекта со стороны ЕС и стран Балтии.
Rail Baltica был включен в число приоритетных проектов ЕС и программу 2007—2013 гг. европейской транспортной сети («TEN-T»). Его изучение на 50 % софинансируется из бюджета «TEN-T», и на 50 % — из бюджета каждой участвующей в нём страны. Общие расходы на изучение проекта составили 396 тыс. евро.
Стоимость разработки технико-экономического обоснования реализации проекта оценивалось примерно в 1 млн евро.
Летом 2015 года Европейская Комиссия объявила, что Rail Baltica — один из проектов, которые получат финансирование в рамках программы транспортной инфраструктуры «Инструмент Соединяющий Европу» (Connecting Europe Facility (CEF)), объёмом в 28,4 млрд евро.
В 2015 году на проект «Rail Baltica» в Литве ЕК выделила 106 млн евро (85 %) помощи, однако не предоставила финансирование оборудованию сигнализации на трассе Rail Baltica от границы с Польшей до Каунаса.
Осенью 2015 года было подписано соглашение о предоставлении финансирования ЕС на первый период строительства — 442 млн евро.
На Глобальном форуме Rail Baltica в Риге 24—25 апреля 2017 года было объявлено, что первая запрашиваемая сумма увеличена до 765 млн евро.
В 2018 году на реализацию проекта прибалтийские страны получили от ЕС 110 млн евро, основную часть этой суммы (98,4 млн евро) получила Литва, ещё 6,9 млн евро — Латвия и 5,1 млн евро — Эстония. К этим суммам каждая из стран должна будет добавить из своих средств соответственно 17,2 млн евро, 1,1 млн евро и 900 тыс. евро. Соответствующее соглашение подписали Исполнительное агентство инноваций и сетей ЕС, совместное предприятие стран Балтии RB Rail, а также министерства транспорта Латвии, Литвы и Эстонии.
Одним из следствий пандемии коронавируса в начале 2020 года стал отказ ЕС выделять Литве сумму, запрошенную для прокладки отрезка магистрали Rail Baltica (из запрошенных Литвой 236 млн евро Евросоюз выделил лишь около 29 млн).
Летом 2020 года на проект «Rail Baltica» ЕС выделил дополнительно 184 млн евро, на строительство терминалов Мууга и Юлемисте, а также насыпи отрезка Мууга — Соудевахе; в дополнение к этой поддержке на строительство участков дороги в прибалтийских странах, 422 млн евро было предоставлено для участков Rail Baltica в Польше.
Вместе с 15 % софинансирования общий объём дополнительных инвестиций в проект в трёх прибалтийских республиках составляет 216 млн евро; 128 млн евро будет потрачено на строительные работы и 88 млн евро на технические работы по проектированию и планированию.
Балтийские страны считают, что соглашение, достигнутое в июле между премьер-министрами и президентами стран Европейского Союза, предусматривает выделение примерно 1,4 млрд евро на завершение «отсутствующих значительных железнодорожных соединений» между т. н. «странами выравнивания» — новыми членами ЕС. Политики и дипломаты стран Балтии полагают, что такая формулировка, по сути, означает финансирование магистрали Rail Baltica.
Осенью 2021 года европейское агентство климата, инфраструктуры и окружающей среды и RB Rail подписали договор софинансирования для продолжения строительства Rail Baltica на общую сумму 19,7 млн евро. Из этой суммы ЕС обеспечит 16,7 млн евро, или 85 %, а оставшиеся 15 % профинансируют страны Балтии. Наиболее значимые пункты договора, включают в себя:
В Литве
- Проектирование каунасской железнодорожной инфраструктуры в районе планируемой станции (1.очередь);
- Проектирование объекта технического обслуживания каунасской железнодорожной инфраструктуры;

В Латвии
- Изменения в проекте развития рижского железнодорожного узла;
- Поправки для проекта участка рижской центральной железнодорожной станции, основанные на плане движения поездов Rail Baltica;
- Выполнение геотехнических исследований неразорвавшихся боеприпасов на территории бывшей военной зоны Цекуле;

В Эстонии
- Работы по планированию инфраструктуры Rail Baltica в городе Пярну.

Кроме того выделено финансирование на исследования по совместному развитию геодезической сети в странах Балтии, а также на разработку стратегии развития ИТ-архитектуры проекта «Rail Baltica».
В 2022 году на реализацию латвийской части проекта планируется выделить 167,7 млн евро из бюджета министерства сообщения Латвии (привлечённое финансирование ЕС — 124,3 млн евро, гос. бюджет — 43,5 млн евро).
В октябре 2023 года RB Rail подписало с Европейским исполнительным агентством по климату, инфраструктуре и окружающей среде (CINEA) новый договор о финансировании в размере 928 млн евро. Как отметили в компании, вместе с национальным финансированием стран Балтии общий объем средств превысит 1,1 млрд евро, что позволит реализовать следующие этапы проекта. Средства, полученные в рамках прежних соглашений и нового договора, будут использованы для строительных работ, охватывающих около 130 км основной трассы Rail Baltica.

## Оценки и критика
Отрицательное влияние на реализацию проекта оказало значительное снижение пассажиропотока на железнодорожном транспорте, и увеличение — на автомобильном и авиа.
Неожиданное сопротивление проекту перегрузочного центра в Каунасе выдвинул, развернув информационную кампанию, один из богатейших людей в Литве, президент Конфедерации промышленников Литвы Бронисловас Лубис, чей концерн «Ахема» начал в 2008 году строительство аналогичного перегрузочного терминала на границе с Польшей, в Моцкаве.
Так, Финляндия скептически оценивает возможный спрос на пассажирские перевозки по планируемому железнодорожному маршруту. Однако на первом Глобальном форуме Rail Baltica, прошедшем в Риге 24—25 апреля 2017 года, именно Финляндию назвали основным источником загрузки новой дороги. Её грузовой потенциал прогнозируется в размере 15 млн тонн в год (это 13 полносоставных поездов в сутки) с перспективой роста до 20 млн тонн к 2055 году.
Однако, Финляндия приостановила участие в проекте Rail Baltica: в феврале 2019 Финляндия сообщила о своем желании принять участие в проекте, но после весенних парламентских выборов новое правительство отложило участие в нём на более позднее время.
В конце 2019 года в своём публичном заявлении 62 сотрудника RB Rail заявили, что проект Rail Baltica находится в критической ситуации из-за плохого корпоративного управления и конфликта интересов.
Ревизия Госконтроля 2019 года показала, что в период с 2014 по 2019 гг. в Латвии не реализуется достаточно эффективное управление проектом.
В Эстонии Консервативная народная партия (EKRE) последовательно выступает против общей железной дороги. В 2020 году Март Хельме, лидер партии и министр внутренних дел Эстонии, завил, что «благодаря усилиям его партии остановлен проект железнодорожной магистрали „Rail Baltica“».
В конце мая 2020 года государственный суд Эстонии частично удовлетворил кассационную жалобу защитников природы — фирмы ARB и эстонского общества охраны природы — и аннулировал маршрут Rail Baltica в пярнуском уезде на трех участках. Запланированные маршруты трассы в Харьюмаа и Рапламаа остались в силе.
Несмотря на то, что строительство железнодорожной линии Rail Baltica началось во всех трех странах Балтии, достигнуть цели и построить её до 2026 года не получится, и строительство придется отложить на конец десятилетия, признал председатель правления предприятия Rail Baltic Estonia Тену Гринберг. В интервью эстонскому изданию Postimees он указал, что это крайний срок, поскольку до 2030 года необходимо завершить европейскую транспортную сеть TEN-T, частью которой является также и Rail Baltica. «До сих пор нашей целью был 2026 год, что не высечено в камне на европейском уровне. К сожалению, сейчас становится ясно, что такой график нереализуем. С одной стороны, его невозможно реализовать технически и структурно, с другой — финансирование проекта не обеспечено в полной мере», — сказал Гринберг.
В 2022 году, после вторжения России на Украину, выросло понимание геополитического значения Rail Baltica.